# Comté de Scotts Bluff
Le comté de Scotts Bluff est un comté de l'État du Nebraska, aux États-Unis. Son siège est la ville de Gering et la plus grande ville est Scottsbluff.

## Histoire
Le comté est nommé en fonction d'un escarpement, le Scotts Bluff National Monument que les pionniers découvraient au XIXe siècle en empruntant la piste de l'Oregon. Scotts Bluff fut nommé d'après Hiram Scott de la Compagnie de fourrures des Montagnes Rocheuses qui y mourut en 1828. Washington Irving affirma qu'après avoir été blessé, Scott a parcouru 60 miles pour finalement mourir au pied des falaises qui portent son nom.
La ville de Gering fut fondée en 1887 au pied de l'escarpement et Scottbluff fut fondée en 1900 de l'autre côté de la Platte. Depuis, les deux villes ont grandi ensemble, elles forment aujourd'hui la 7e agglomération urbaine du Nebraska.

## Démographie
Au recensement de 2010, la population était de 36 951 habitants, dont 1 487 foyers et 10 167 familles résidentes. La densité de population était de 19 hab/km2.
Le revenu moyen par habitant était de 17 355 $.

### Communautés
- Cities :

1. Gering
2. Minatare
3. Mitchell
4. Scottsbluff

- Villages :

1. Henry
2. Lyman
3. McGrew
4. Melbeta
5. Morrill
6. Terrytown